# Wyttenbachhütte

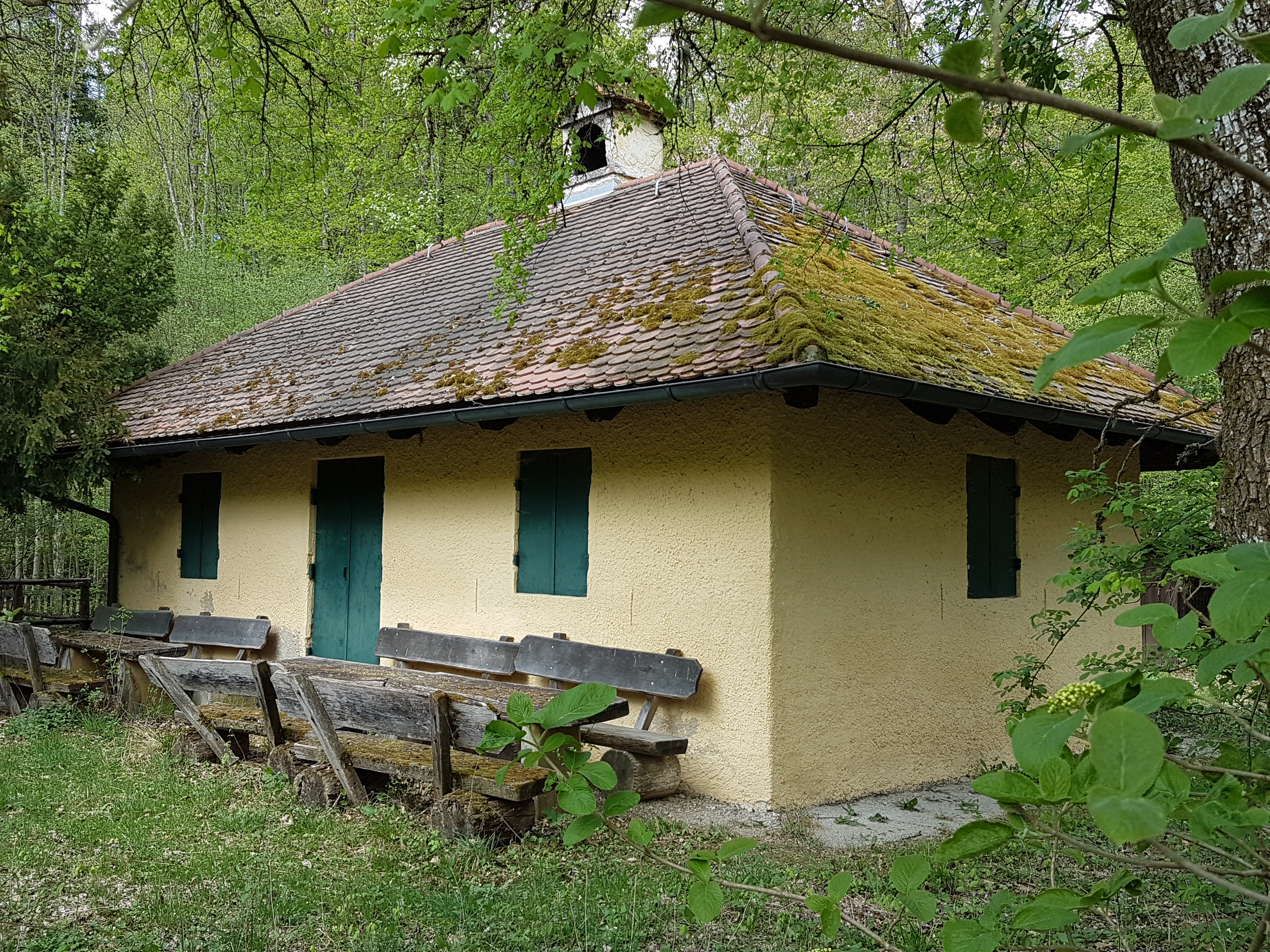
Wyttenbachhütte, Ansicht von Süden

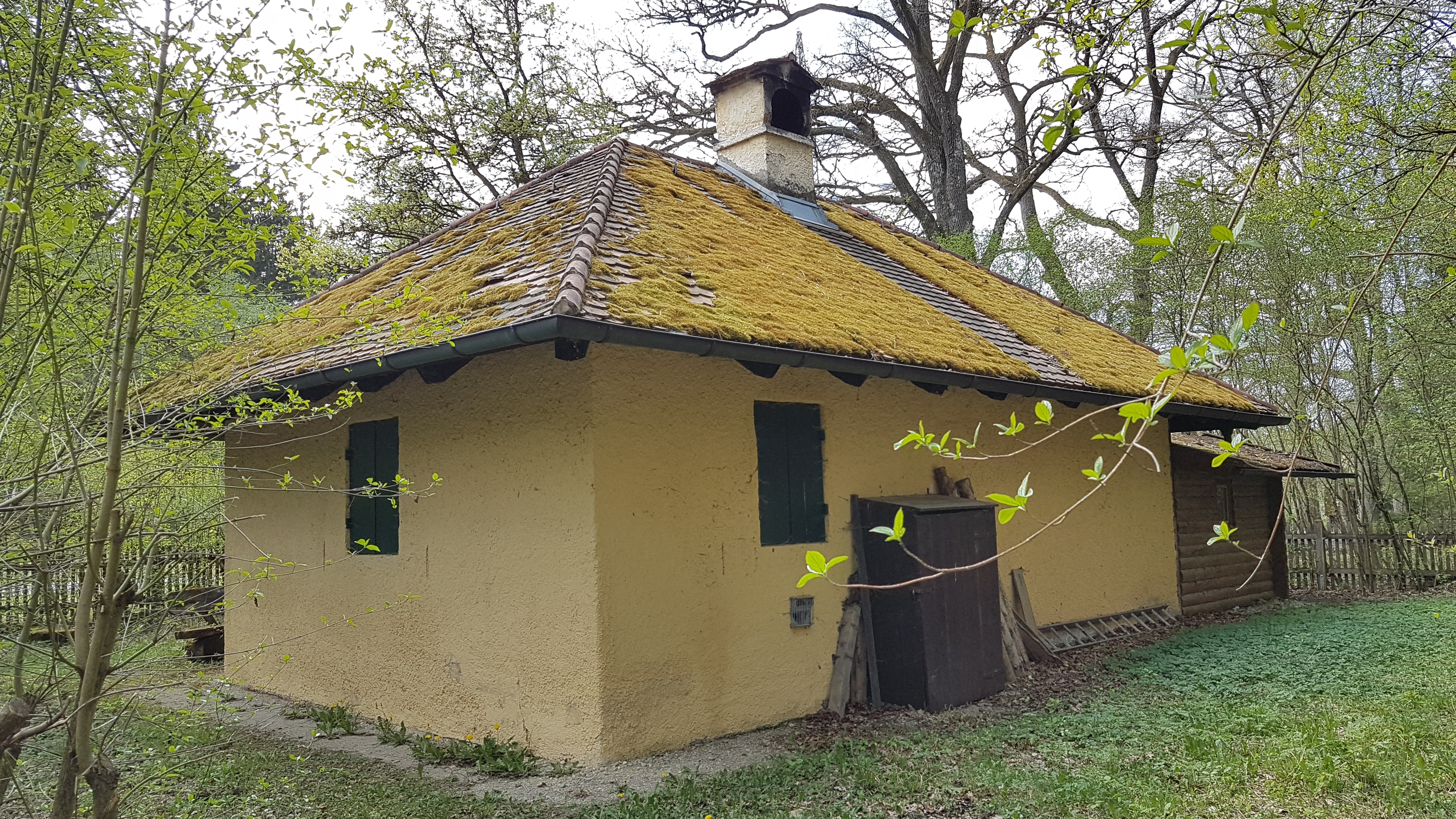
Wyttenbachhütte, Ansicht von Osten

Die Wyttenbachhütte oder Wyttenbach-Hütte, auch Gelbes Haus genannt, ist ein Dienstgebäude des Bayerischen Forstamtes München im Forstenrieder Park. Das Bauwerk ist als Baudenkmal in die Bayerische Denkmalliste eingetragen.

## Lage
Das Gebäude liegt im Ostteil des Forstenrieder Parks an der Kreuzung zwischen dem in Nordost-Südwest-Richtung verlaufenden Karolinen-Geräumt (benannt nach Karoline von Baden, der ersten Königin Bayerns) und dem in Nordwest-Südost-Richtung verlaufenden Ludwigs-Geräumt (benannt nach König Ludwig I.).
Südlich des Dienstgebäudes liegt ein Rastplatz mit Sitzbänken und Trinkwasserbrunnen für Wanderer und Radfahrer. Ein überdachter Holzstand zeigt auf acht Infotafeln die Geschichte der Jagd im Forstenrieder Park. An der Kreuzung der beiden Geräumt steht ein überdachtes hölzernes Kruzifix. Ein Gedenkstein in der Nähe der Hütte erinnert an die im Ersten Weltkrieg gefallenen Söhne des damaligen Forstenrieder Oberforstmeisters.

## Beschreibung

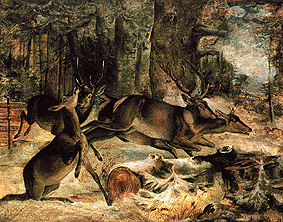
Hirschrudel auf der Flucht von Friedrich Anton Wyttenbach

Das Gebäude wurde 1841 als Königliche Forst- und Jagddiensthütte errichtet. Das eingeschossige Gebäude hat einen Grundriss von etwa 10 × 7 Metern und trägt ein Walmdach. Die Längsseite verläuft parallel zu dem Ludwigs-Geräumt in Nordwest-Südost-Richtung. In ihrer Mitte befindet sich die Türe, beidseitig davon je ein kleines Fenster. In dem östlichen Dienstraum befinden sich acht Wandgemälde mit Jagdszenen, die der Genre- und Tiermaler Friedrich Anton Wyttenbach (1812–1845) während seines Münchener Jahrzehnts angefertigt hatte. Auf ihn bezieht sich die Bezeichnung des Gebäudes als Wyttenbachhütte bzw. Wyttenbach-Hütte.
Die alternative Bezeichnung Gelbes Haus erinnert an ein hölzernes Jagdschloss gleichen Namens, das von 1734 bis 1746 einige hundert Meter westlich der jetzigen Stelle der Diensthütte stand.